# Copa de la Lliga polonesa de futbol
La Copa de la Lliga polonesa de futbol fou una competició futbolística de Polònia.

## Historial
Font:

En cursiva els anys de les edicions no oficials.
| Any                                                                                        | Campió                                                                                     | Finalista                                                                                  | Resultat                                                                                   |
| Puchar Zlotu Związek Młodzieży Polskiej Copa de Ral·lis de l'Associació Juvenil de Polònia | Puchar Zlotu Związek Młodzieży Polskiej Copa de Ral·lis de l'Associació Juvenil de Polònia | Puchar Zlotu Związek Młodzieży Polskiej Copa de Ral·lis de l'Associació Juvenil de Polònia | Puchar Zlotu Związek Młodzieży Polskiej Copa de Ral·lis de l'Associació Juvenil de Polònia |
| ------------------------------------------------------------------------------------------ | ------------------------------------------------------------------------------------------ | ------------------------------------------------------------------------------------------ | ------------------------------------------------------------------------------------------ |
| 1952                                                                                       | Wawel Kraków                                                                               | KS Cracovia Kraków                                                                         | 5-1                                                                                        |
| Puchar Ligi Copa de la Lliga                                                               |                                                                                            |                                                                                            |                                                                                            |
| 1977                                                                                       | Odra Opole                                                                                 | Widzew Łódź                                                                                | 3-1                                                                                        |
| 1978                                                                                       | Gornik Zabrze                                                                              | Zaglebie Sosnowiec                                                                         | 2-0                                                                                        |
| Puchar Ligi Polskiej Copa de la Lliga de Polònia                                           |                                                                                            |                                                                                            |                                                                                            |
| 2000                                                                                       | KP Polonia Warszawa                                                                        | Legia Varsòvia                                                                             | 2-1                                                                                        |
| 2001                                                                                       | Wisla Kraków                                                                               | MKS Zaglebie Lubin                                                                         | 3-0, 1-2                                                                                   |
| 2002                                                                                       | Legia Varsòvia                                                                             | Wisla Kraków                                                                               | 3-0, 1-2                                                                                   |
| Puchar Ekstraklasy Copa Ekstraklasy                                                        |                                                                                            |                                                                                            |                                                                                            |
| 2007                                                                                       | Groclin Dyskobolia Grodzisk Wielkopolski                                                   | GKS Belchatow                                                                              | 1-0                                                                                        |
| 2008                                                                                       | Dyskobolia Grodzisk Wielkopolski                                                           | Legia Varsòvia                                                                             | 4-1                                                                                        |
| 2009                                                                                       | Śląsk Wrocław                                                                              | Odra Wodzisław                                                                             | 1-0                                                                                        |